# Symbellia nigromaculata
Symbellia nigromaculata är en insektsart som beskrevs av Bruner, L. 1910. Symbellia nigromaculata ingår i släktet Symbellia och familjen Euschmidtiidae. Inga underarter finns listade i Catalogue of Life.